# Jose David López
Jose David López est un joueur international colombien de rink hockey. Il évolue, en 2015, au sein du Meta.

## Palmarès
En 2015, il participe au championnat du monde de rink hockey en France.